# Fabio Di Giannantonio
Fabio Di Giannantonio (Roma, 10 ottobre 1998) è un pilota motociclistico italiano.

## Carriera

### Gli inizi
È originario del quartiere Eur di Roma. Nel 2009 è campione europeo minimoto junior, nel 2010 si aggiudica il secondo posto sul podio, del Trofeo Honda HIRP 100 ,vinto dal giovane livornese Manuel Doria,mentre nel 2012 il titolo italiano 250 cm³ PreGP. Nel 2013 è decimo nel campionato Italiano Moto3. Nel 2014, sempre in Moto3 chiude ottavo. Nel 2015 è secondo nel campionato italiano di velocità, categoria Moto3, grazie a due vittorie. Nello stesso anno prende parte alla Red Bull MotoGP Rookies Cup, conquistando tre vittorie e il secondo posto nella classifica finale.

### Motomondiale

#### Moto3
Esordisce nella classe Moto3 del motomondiale nel 2015, correndo il GP della Comunità Valenciana in qualità di pilota sostitutivo a bordo di una Honda NSF250R del team Gresini Racing. Nel 2016 rimane nello stesso team, con compagno di squadra Enea Bastianini. Ottiene i primi punti iridati e il suo primo podio al Gran Premio d'Italia, dopo essere stato anche al comando della corsa per alcuni giri. Si ripete ad Assen, gara che ha visto salire sul podio altri due italiani: Francesco Bagnaia e Andrea Migno. In Repubblica Ceca giunge terzo sotto la pioggia. Ad Aragon giunge quarto, in Giappone e a Valencia quinto. Chiude la stagione al 6º posto in classifica piloti con 134 punti all'attivo.

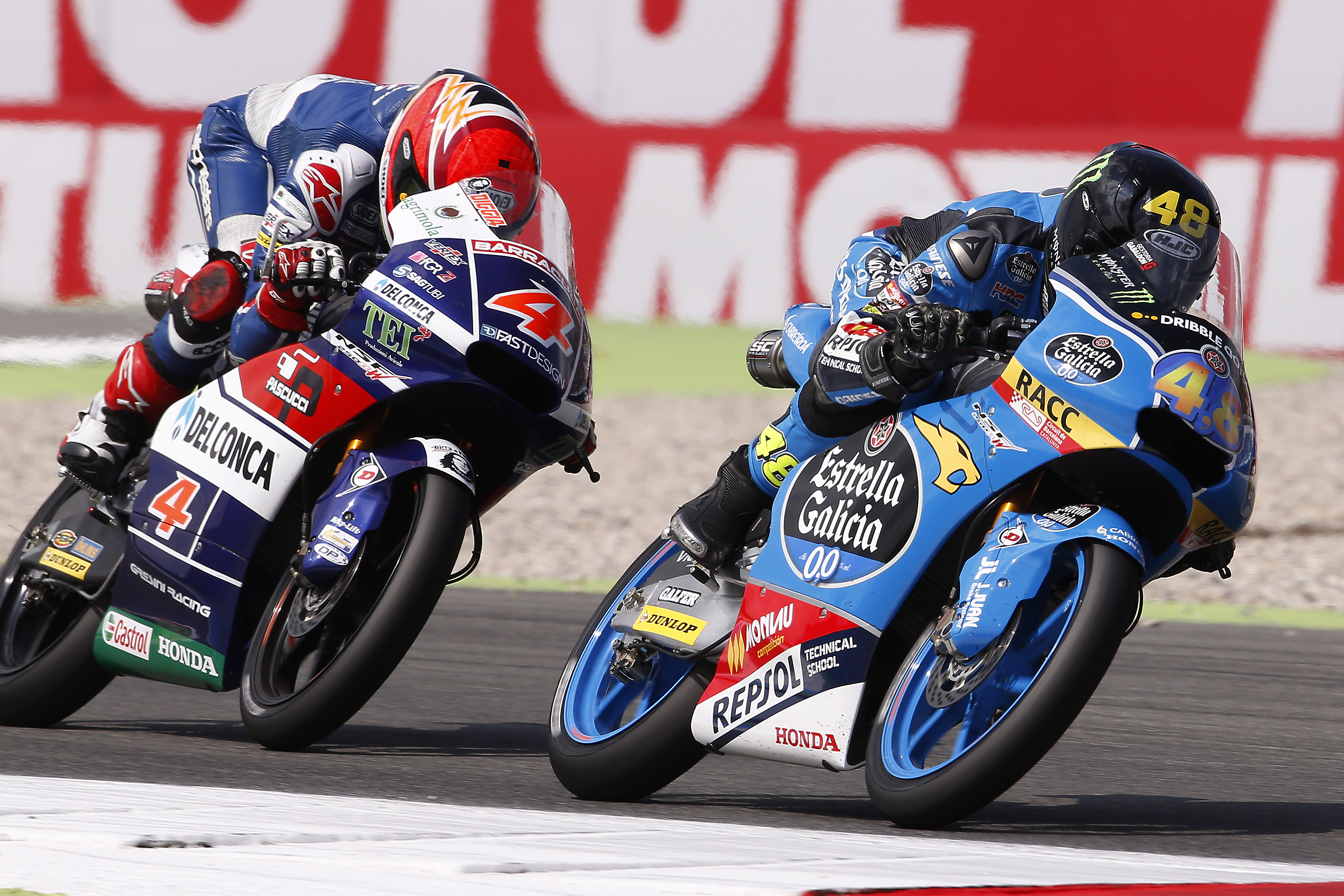
Di Giannantonio, all'inseguimento di Lorenzo Dalla Porta, in occasione del Gran Premio motociclistico d'Olanda 2016.

Nel 2017 è nuovamente pilota titolare del team Del Conca Gresini, il compagno di squadra è Jorge Martín. Durante i test prestagionali a Valencia subisce una frattura alla clavicola, che comunque non gli preclude la possibilità di partecipare alla prima gara stagionale in Qatar, dove arriva in ottava posizione, facendo anche segnare il giro più veloce. Ad Austin, nel GP delle Americhe raggiunge il terzo posto, che replica in Francia. Nel Gran Premio d'Italia arriva sul secondo gradino del podio. Dopo una parte centrale di campionato sottotono torna a podio nel GP di San Marino con un terzo posto sotto la pioggia. Nella gara successiva, ad Aragon, il pilota romano conquista il quinto podio stagionale con il secondo posto alle spalle di Mir e per la seconda volta nella stagione va a podio per due gare di seguito. Chiude la stagione al quinto posto in classifica piloti con 153 punti ottenuti.
Nel 2018 partecipa al mondiale di Moto3 confermato dal Team Gresini con compagno di squadra sempre Jorge Martín. Alla prima gara, in Qatar, scattando dalla sedicesima posizione conclude la gara al sesto posto dopo aver lottato per il terzo gradino del podio. Nella gara successiva sotto la pioggia, a Termas de Rio Hondo, riesce a salire sul terzo gradino del podio dopo aver lottato assieme a Canet per la seconda posizione, salvo arrendersi alla possibilità di agguantare il secondo posto a causa di un contatto con Masia nelle fasi finali della corsa. Ad Austin, in Texas, dopo un inizio di gara in testa, si deve arrendere all'usura degli pneumatici che lo portano a un errore mentre era in lotta per la vittoria, costringendolo a un quinto posto finale. Nel quarto appuntamento, a Jerez, replica in qualifica il suo miglior risultato in assoluto partendo dalla terza piazza. In gara dopo aver lottato nei primi giri per le posizioni di testa, un problema alla moto lo porta a subire molti sorpassi sui rettilinei. Chiude la gara al settimo posto, anche grazie a un incidente alla curva 6 provocato da Aron Canet che coinvolge Martín, Bastianini e Arbolino. Nel GP di Francia a Le Mans, Di Giannantonio parte ottavo e dopo aver disputato tutta la gara nelle prime posizioni all'ultimo giro supera Martin e Bezzecchi e taglia il traguardo in prima posizione. A causa di un taglio di curva viene penalizzato di 3 secondi e chiude al quarto posto. Al Mugello raggiunge il terzo posto dopo una lotta durata per tutto il Gran Premio con Jorge Martin, primo, e Marco Bezzecchi, secondo. Questo è il terzo podio in tre apparizioni al Mugello per Di Giannantonio. Al settimo appuntamento della stagione, a Montmelò, parte dalla tredicesima posizione. Dopo i primi giri attorno alla top 10, rischia un high side e si ritrova in ultima posizione. Grazie a una rimonta, Di Giannantonio riesce a concludere la gara al settimo posto. Nel successivo GP, in Olanda, raggiunge il nono posto mentre in Germania si ritira a causa di una caduta. Il 5 agosto, nel Gran Premio di Repubblica Ceca, centra la sua prima vittoria nel motomondiale. Nel Gran Premio di San Marino giunge terzo.
Prima del Gran Premio della Tailandia firma un contratto per le stagione 2019-2020 con il team Speed Up, passando dopo tre stagioni in Moto3 al mondiale Moto2. Nel GP della Tailandia Di Giannantonio vince per la seconda volta in stagione partendo dalla nona posizione in griglia. Nel GP successivo, in Giappone, è protagonista di un violento high side che lo costringe al ritiro ma nonostante ciò non è costretto a saltare il GP successivo. In Australia giunge secondo. Dopo una stagione in lotta per il titolo a ridosso di Martin e Bezzecchi grazie alla sua costanza di rendimento, con il sesto posto in Malesia Di Giannantonio perde le sue ultime possibilità di aspirare all'iride. Nell'ultima gara, a Valencia, si laurea vicecampione del mondo giungendo quarto mentre il suo rivale, Bezzecchi, arriva fuori dalla zona punti a causa di due cadute.

#### Moto2
Nel 2019 Di Giannantonio debutta in Moto2 nel team Speed Up; il compagno di squadra è Jorge Navarro. In Qatar, nella prima gara stagionale, giunge undicesimo in gara dopo una rimonta dalla diciannovesima casella in griglia di partenza. Dopo due ritiri in Argentina e in America, Di Giannantonio torna a punti in Spagna e in Francia. Al Mugello arriva la prima top-10 in Moto2 dopo una rimonta dall'ultimo posto per colpa di un contatto nel primo giro. Nel GP della Catalogna Di Giannantonio si ritira a causa di una caduta mentre si trovava in terza posizione. Nel GP di Germania, al Sachsenring, Di Giannantonio giunge quarto al traguardo dopo essere partito dalla stessa posizione. Nel successivo GP della Repubblica Ceca, Di Giannantonio scatta dalla quinta piazza e sale per la prima volta sul podio arrivando in seconda posizione. Nel GP di San Marino giunge secondo dopo essere partito dalla pole position. A fine anno vince il premio di Rookie of the Year, precedendo Enea Bastianini e Jorge Martin nella speciale classifica riservata ai debuttanti. Chiude la stagione al nono posto in classifica.
Nel 2020 è pilota titolare in Moto2, con lo stesso team e lo stesso compagno di squadra della stagione precedente. Dopo un inizio molto complicato a causa di alcune difficoltà nell'adattamento alla nuova mescola anteriore, da metà stagione Di Giannantonio torna competitivo. Ottiene due top ten nei Gran Premi di Misano e dell'Emilia Romagna e nel weekend successivo, in Catalogna, giunge sul terzo gradino del podio. In Francia, durante le prove libere, subisce un brutto high-side che gli provoca una microfrattura alla caviglia sinistra. Nonostante ciò riesce a partecipare alla gara e a giungere in settima posizione. Nel GP di Aragon mentre si trovava in testa cade. Si rifà la settimana successiva nello stesso circuito giungendo in seconda posizione alle spalle del britannico Lowes. Nel GP d'Europa, sul circuito Ricardo Tormo di Valencia, all'ultimo giro, sempre mentre era in testa, cade, concludendo dunque la gara con un ritiro. Chiude la stagione al 15º posto con 65 punti.
Nel 2021 passa alla guida della Kalex del team Gresini Racing, con compagno di squadra Nicolò Bulega. Ottiene due secondi posti (Americhe e Comunità Valenciana), un terzo posto in Qatar e, in occasione del Gran Premio di Spagna, la sua prima vittoria in Moto2.. Chiude la stagione al settimo posto con 161 punti.

#### MotoGP

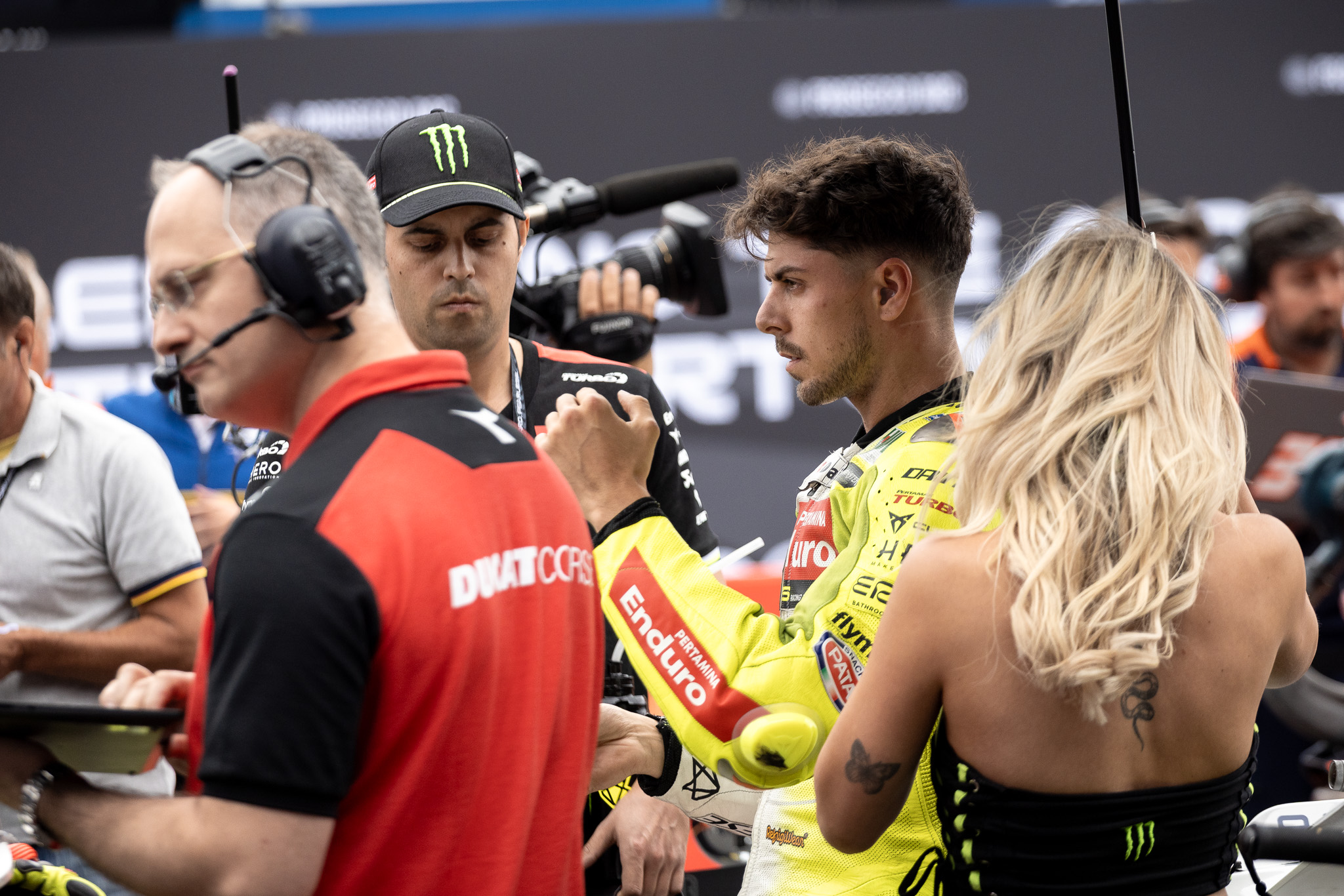
Di Giannantonio sulla griglia di partenza del Gran Premio d'Olanda 2025.

Nel 2022 fa il suo esordio nella classe MotoGP alla guida di una Ducati Desmosedici del team Gresini Racing; il compagno di squadra è Enea Bastianini. Dopo aver conquistato i suoi primi punti giungendo tredicesimo al Gran Premio di Francia, si mette in evidenza conquistando la pole position al Gran Premio d'Italia sul circuito del Mugello, dove conclude la gara all'undicesimo posto. Con 24 punti chiude il campionato al ventesimo posto..
Nel 2023 "Diggia" corre un'opaca prima metà di stagione. Da dopo la metà, le sue prestazioni crescono: 6° nella Sprint in Indonesia, 4° nella gara della domenica. A Phillip Island coglie il suo primo podio in MotoGP, con il terzo posto. In Qatar, al penultimo appuntamento mondiale, il romano giunge 2º nella Sprint, mentre il giorno dopo, il 19 novembre 2023, vince la sua prima gara al Circuito di Losail. Nell'ultimo round stagionale a Valencia giunge 6º nella Sprint e in gara rimonta da 11° a 2°. Tuttavia, una irregolarità nella pressione delle gomme lo relega al 4º posto. Conclude la stagione al 12º posto con 151 punti.
Per la stagione 2024 si separa dal team Gresini ma rimane nell'orbita Ducati firmando per il team VR46 Racing. A luglio arriva il rinnovo per altri due anni con  Ducati, il pilota italiano guiderà la moto ufficiale nuovamente per il team VR46. Con oltre 160 punti chiude il campionato in decima posizione.

## Risultati nel motomondiale
| 2015 | Classe | Moto  |  |  |  |  |  |  |  |  |  |  |  |  |  |  |  |  |  |    |  |  |  |  | Punti | Pos. |
| ---- | ------ | ----- |  |  |  |  |  |  |  |  |  |  |  |  |  |  |  |  |  | -- |  |  |  |  | ----- | ---- |
| 2015 | Moto3  | Honda |  |  |  |  |  |  |  |  |  |  |  |  |  |  |  |  |  | 23 |  |  |  |  | 0     |      |

| 2016 | Classe | Moto  |    |    |    |     |    |   |   |   |   |   |   |   |    |   |   |     |    |   |  |  |  |  | Punti | Pos. |
| ---- | ------ | ----- | -- | -- | -- | --- | -- | - | - | - | - | - | - | - | -- | - | - | --- | -- | - |  |  |  |  | ----- | ---- |
| 2016 | Moto3  | Honda | 26 | 25 | 17 | Rit | 17 | 2 | 9 | 2 | 5 | 8 | 3 | 6 | 10 | 4 | 5 | Rit | 15 | 5 |  |  |  |  | 134   | 6º   |

| 2017 | Classe | Moto  |   |     |   |   |   |   |   |     |    |    |   |    |   |   |   |     |   |     |  |  |  |  | Punti | Pos. |
| ---- | ------ | ----- | - | --- | - | - | - | - | - | --- | -- | -- | - | -- | - | - | - | --- | - | --- |  |  |  |  | ----- | ---- |
| 2017 | Moto3  | Honda | 8 | Rit | 3 | 5 | 3 | 2 | 7 | Rit | 11 | 21 | 6 | 10 | 3 | 2 | 7 | Rit | 9 | Rit |  |  |  |  | 153   | 5º   |

| 2018 | Classe | Moto  |   |   |   |   |   |   |   |   |     |   |    |    |   |   |   |     |   |   |   |  |  |  | Punti | Pos. |
| ---- | ------ | ----- | - | - | - | - | - | - | - | - | --- | - | -- | -- | - | - | - | --- | - | - | - |  |  |  | ----- | ---- |
| 2018 | Moto3  | Honda | 6 | 3 | 5 | 7 | 4 | 3 | 7 | 9 | Rit | 1 | 11 | AN | 3 | 4 | 1 | Rit | 2 | 6 | 4 |  |  |  | 218   | 2º   |

| 2019 | Classe | Moto     |    |     |     |    |    |    |     |    |   |   |    |   |   |    |    |    |    |     |   |  |  |  | Punti | Pos. |
| ---- | ------ | -------- | -- | --- | --- | -- | -- | -- | --- | -- | - | - | -- | - | - | -- | -- | -- | -- | --- | - |  |  |  | ----- | ---- |
| 2019 | Moto2  | Speed Up | 11 | Rit | Rit | 12 | 12 | 10 | Rit | 11 | 4 | 2 | 14 | 6 | 2 | 11 | 18 | 11 | 14 | Rit | 9 |  |  |  | 108   | 9º   |

| 2020 | Classe | Moto     |    |     |    |    |    |    |   |   |   |   |     |   |     |     |     |  |  |  |  |  |  |  | Punti | Pos. |
| ---- | ------ | -------- | -- | --- | -- | -- | -- | -- | - | - | - | - | --- | - | --- | --- | --- |  |  |  |  |  |  |  | ----- | ---- |
| 2020 | Moto2  | Speed Up | 13 | Rit | 18 | 16 | 21 | 18 | 7 | 8 | 3 | 7 | Rit | 2 | Rit | Rit | Rit |  |  |  |  |  |  |  | 65    | 15º  |

| 2021 | Classe | Moto  |   |    |    |   |   |     |     |   |     |    |    |   |   |   |   |   |    |   |  |  |  |  | Punti | Pos. |
| ---- | ------ | ----- | - | -- | -- | - | - | --- | --- | - | --- | -- | -- | - | - | - | - | - | -- | - |  |  |  |  | ----- | ---- |
| 2021 | Moto2  | Kalex | 3 | 10 | 11 | 1 | 8 | Rit | Rit | 4 | Rit | 13 | 12 | 5 | 6 | 9 | 2 | 8 | 11 | 2 |  |  |  |  | 161   | 7º   |

| 2022 | Classe | Moto   |    |    |     |    |     |    |    |    |     |   |    |    |    |    |    |    |    |    |     |    |  |  | Punti | Pos. |
| ---- | ------ | ------ | -- | -- | --- | -- | --- | -- | -- | -- | --- | - | -- | -- | -- | -- | -- | -- | -- | -- | --- | -- |  |  | ----- | ---- |
| 2022 | MotoGP | Ducati | 17 | 18 | Rit | 21 | Rit | 18 | 13 | 11 | Rit | 8 | 14 | 22 | 11 | 20 | 19 | 17 | 18 | 20 | Rit | 15 |  |  | 24    | 20º  |

| 2023 | Classe | Moto   |     |    |   |    |   |    |   |     |    |    |    |    |     |   |    |   |   |   |    |    |  |  | Punti | Pos. |
| ---- | ------ | ------ | --- | -- | - | -- | - | -- | - | --- | -- | -- | -- | -- | --- | - | -- | - | - | - | -- | -- |  |  | ----- | ---- |
| 2023 | MotoGP | Ducati | Rit | 10 | 9 | 12 | 8 | 14 | 9 | Rit | 13 | 17 | 10 | 17 | Rit | 8 | 46 | 3 | 9 | 9 | 12 | 46 |  |  | 151   | 12º  |

| 2024 | Classe | Moto   |   |    |   |   |    |    |   |    |     |    |     |   |   |    |      |    |    |    |     |     |  |  | Punti | Pos. |
| ---- | ------ | ------ | - | -- | - | - | -- | -- | - | -- | --- | -- | --- | - | - | -- | ---- | -- | -- | -- | --- | --- |  |  | ----- | ---- |
| 2024 | MotoGP | Ducati | 7 | 10 | 6 | 7 | 67 | 56 | 7 | 45 | Rit | 59 | Inf | 8 | 9 | 14 | Rit9 | 86 | 47 | 48 | Inf | Inf |  |  | 165   | 10º  |

| 2025 | Classe | Moto   |    |   |    |     |    |    |    |    |    |    |      |    |      |  |  |  |  |  |  |  |  |  | Punti | Pos. |
| ---- | ------ | ------ | -- | - | -- | --- | -- | -- | -- | -- | -- | -- | ---- | -- | ---- |  |  |  |  |  |  |  |  |  | ----- | ---- |
| 2025 | MotoGP | Ducati | 10 | 5 | 34 | 166 | 56 | 87 | 93 | 96 | 35 | 64 | Rit4 | 16 | Rit8 |  |  |  |  |  |  |  |  |  | 144   |      |

| Legenda | 1º posto        | 2º posto            | 3º posto            | A punti      | Senza punti        | Grassetto – Pole position Corsivo – Giro più veloce |
| Legenda | Gara non valida | Non qual./Non part. | Ritirato/Non class. | Squalificato | '-' Dato non disp. | Grassetto – Pole position Corsivo – Giro più veloce |